# Région métropolitaine de Curitiba
La région métropolitaine de Curitiba, également connu sous le nom Grande Curitiba fut créée en 1973. Elle regroupe 26 municipalités formant une conurbation autour de Curitiba.
Elle s'étend sur 15 417 km² pour une population totale de près de 3 595 662 habitants en 2006.

## Noyau métropolitain
| Ville                 | Population (hab.) | Superficie (km²) |
| --------------------- | ----------------- | ---------------- |
| Curitiba              | 1 788 559         | 435              |
| São José dos Pinhais  | 261 125           | 946              |
| Colombo               | 231 787           | 198              |
| Pinhais               | 123 288           | 61               |
| Araucária             | 118 313           | 469              |
| Almirante Tamandaré   | 113 589           | 195              |
| Campo Largo           | 107 756           | 1 249            |
| Piraquara             | 103 574           | 228              |
| Fazenda Rio Grande    | 90 875            | 117              |
| Campina Grande do Sul | 45 817            | 540              |
| Lapa                  | 45 175            | 2 046            |
| Rio Branco do Sul     | 30 671            | 814              |
| Campo Magro           | 26 529            | 275              |
| Itaperuçu             | 25 692            | 312              |
| Quatro Barras         | 20 709            | 180              |
| Mandirituba           | 20 645            | 379              |
| Cerro Azul            | 16 559            | 1 341            |
| Quitandinha           | 15 903            | 447              |
| Contenda              | 14 719            | 299              |
| Tijucas do Sul        | 13 765            | 672              |
| Balsa Nova            | 11 583            | 397              |
| Bocaiúva do Sul       | 9 983             | 826              |
| Agudos do Sul         | 8 067             | 192              |
| Doutor Ulysses        | 6 744             | 781              |
| Adrianópolis          | 5 582             | 1 349            |
| Tunas do Paraná       | 4 159             | 668              |
| Total                 | 3 595 662         | 15 417           |